# Langsgående hovedveje
Brasiliens langsgående hovedveje er hovedveje, der går på langs af landet, i hovedsagen i nord-sydlig retning.
| Navn    | Start             | Slut                   | Distance (km) | Delstater                                      |
| ------- | ----------------- | ---------------------- | ------------- | ---------------------------------------------- |
| BR -101 | Touros            | Estreito               | 4.609,90      | RN, PB, PE, AL, SE, BA, ES, RJ, SP, PR, SC, RS |
| BR -104 | Macau             | Maceió                 | 672,70        | RN, PB, PE, AL                                 |
| BR -110 | Areia Branca      | São Sebastião do Passé | 1.048,90      | RN, PB, PE, AL, BA                             |
| BR -116 | Fortaleza         | Jaguarão               | 4.560,00      | CE, PB, PE, BA, MG, RJ, SP, PR, SC, RS         |
| BR-120  | Araçuaí           | Arraial do Cabo        | 989,20        | MG, RJ                                         |
| BR-122  | Chorozinho        | Montes Claros          | 1.795,90      | CE, PE, BA, MG                                 |
| BR-135  | São Luís          | Belo Horizonte         | 2.564,60      | MA, PI, BA, MG                                 |
| BR-146  | Patos de Minas    | Bragança Paulista      | 683,00        | MG, SP                                         |
| BR-153  | Marabá            | Aceguá                 | 3.561,00      | PA, TO, GO, MG, SP, PR, SC, RS                 |
| BR-154  | Cachoeira Dourada | Lins                   | 460,50        | GO, MG, SP                                     |
| BR-156  | Oiapoque          | Vitória do Jari        | 822,90        | AP                                             |
| BR-158  | Altamira          | Santana do Livramento  | 3.974,50      | PA, MT, GO, MS, SP, PR, SC, RS                 |
| BR-163  | Tirios            | Itapiranga             | 4.476,70      | PA, MT, MS, PR, SC                             |
| BR-174  | Cáceres           | Pacaraima              | 3.201,30      | MT, RO, AM, RR                                 |
| Total   |                   |                        | 33.421,10     |                                                |